# Joseph Pérès
Pour les articles homonymes, voir Pérès.
Joseph Jean Camille Pérès, né à Clermont-Ferrand le 31 octobre 1890 et mort à Neuilly-sur-Seine le 12 février 1962, est un mathématicien et physicien français.
Il entre à l'École normale supérieure en 1908, puis est reçu à l'agrégation de sciences mathématiques en 1911. Il travaille ensuite à Rome avec Vito Volterra et soutient sa thèse de doctorat en 1915, intitulée Sur les fonctions permutables de M. Volterra. En 1919, il devient maître de conférences à la faculté des sciences de Toulouse puis à la faculté des sciences de Strasbourg où il enseigne les mathématiques générales. En 1921, il est nommé titulaire de la chaire de mécanique de la faculté des sciences de Marseille, où il fonde en 1930 l'Institut de mécanique des fluides.
En 1932, il est nommé professeur de mécanique des fluides à la Faculté des sciences de Paris. Il occupe la chaire de mécanique rationnelle à partir de 1942, puis la chaire de mécanique des fluides et applications à partir de 1952. Il est élu membre de l'Académie des sciences en 1942. Il assure par ailleurs de nombreux enseignements dans divers établissements : École polytechnique de 1933 à 1948, École normale supérieure de Sèvres de 1937 à 1939, École nationale supérieure des Beaux-Arts de 1933 à 1946, École centrale (1941-1949).
Il devient doyen de la faculté des sciences de Paris en février 1954 à la suite d'Albert Châtelet. Réélu deux fois en 1957 puis 1960, assume ces fonctions jusqu'au 1er octobre 1961. Durant son décanat, il engage la reconstruction de la faculté des sciences à la Halle aux Vins (futur campus de Jussieu) et la création du campus d'Orsay. Il participe également à la fondation de l'Institut des Hautes Études Scientifiques et en devient le premier président jusqu'à sa mort.

## Ouvrages
- Joseph Pérès (publié avec la collaboration de Lucien Malavard), Cours de mécanique des fluides, Gauthier-Villars, 1936, 322 p. (présentation en ligne)

## Distinction
Commandeur de la Légion d'honneur (1954).